# 衡陽師範学院
衡陽師範学院（英語: Hengyang Normal University）は、中国湖南省に本部を置く中国の公立大学。1904年創立、1999年大学設置。
2019年10月時点では、学校の面積は2166畝、生徒数約22,000余人、教職員1,283人。

## 略歴
衡陽師範学院の起源は、衡陽県署が設立した湖南官立南路師範学堂。1999年3月、元衡陽師範高等専科学校と元衡陽教育学院が合併し「衡陽師範学院」設立。2001年2月、元湖南第三師範学校を吸収合併する。

## 基礎データ
- 所在地
  - 衡陽市

- 校訓
  - 「厚徳、博学、励志、篤行」

## 組織
「学院」も「系」も日本の大学の学部にほぼ相当する。「学部」は「学院」と「系」の上の編成で、実体はなく、日本の「学部」とは位置付けが異なっている。妙訳がないのでそのまま記す。
- 人文社会科学系
- 思想政治理論課教学部
- 経済·管理系
- 法律系
- 中文系
- 新聞·傳播系
- 化学·材料科学系
- 資源環境·旅游管理系
- 計算機科学系
- 音楽系
- 美術系
- 体育系
- 外語系
- 数学·計算科学系
- 物理·電子信息科学系
- 生命科学系
- 教育科学系
- 継續教育学院
- 南岳学院

## 附属機関

### 附属図書館
図書館、蔵書数は全館合計で約116.28万冊

## 大学の人物一覧

### 教授
- 学長：皮修平
- 党委書記：劉沛林

### 卒業生
- 惲代英：中共烈士
- 張秋人：中共烈士
- 蒋先雲：中共烈士
- 黄静源：中共烈士
- 黄克誠：中国人民解放軍の大将
- 江華：中共革命家
- 陶鑄：中国政治家
- 張経武：中国人民解放軍の軍人
- 張平化：中国政治家
- 張際春：中国人民解放軍の軍人
- 曾希聖：中国政治家
- 唐天際：中国人民解放軍の中将
- 周里：中国政治家
- 秦光栄：元中共雲南省委書記